# Agneepath
Agneepath (Tradução literal: O caminho do fogo) é um filme de acção da Índia de 2012, produzida por Hiroo Yash Johar e Karan Johar para Dharma Productions. É um remake do filme de 1990 do mesmo nome e foi dirigido pelo antigo assistente de Johar, Karan Malhotra. O guião foi escrito por Malhotra juntamente com Ila Dutta Bedi. Johar rende homenagem ao seu pai, Yash Johar, produtor do filme original, através deste filme. A música do filme foi composta por Ajay-Atul, com letras escritas por Amitabh Bhattacharya. Apesar de ter sido publicado como um remake, o filme baseia-se levemente na história original, ao mesmo tempo que faz com que as personagens e incidentes sejam completamente diferentes. O título do filme foi tomado de um poema do mesmo nome de Harivansh Rai Bachchan.
Com um orçamento de aproximadamente dez milhões de dólares, o filme converteu-se num sucesso em massa de bilheteira, ao arrecadar perto de trinta milhões de dólares. Desde então, converteu-se numa dos filmes mais bem sucedidos de todos os tempos no cinema de Bollywood e recebeu cinco nomeações na cerimónia anual dos Prémios Filmfare, entre outros galardões.

## Sinopse
O filme relata a história de vingança de Vijay Chauhan contra um malvado e sádico sujeito chamado Kaancha, que pendura o pai de Vijay até à morte. Vijay cresce com o único objectivo de vingar a morte do seu pai. A história gira em torno de Vijay Chauhan, das suas relações com a sua família e, especialmente, da sua vingança.

## Elenco
- Hrithik Roshan é Vijay Deenanath Chauhan
- Sanjay Dutt é Kancha Cheena
- Rishi Kapoor é Rauf Lala
- Om Puri é Gaitonde
- Priyanka Chopra é Kaali Gawde
- Zarina Wahab é Suhasini Deenanath Chauhan
- Chetan Pandit é Deenanath Chauhan
- Sachin Khedekar é Borkar
- Rajesh Tandon é Mazhar Lala
- Deven Bhojani é Azhar Lala
- Rajesh Vivek é Bakshi
- Banwarilal Taneja é o pai de Kancha
- Ravi Jhankal é Shantaram
- Kanika Tiwari é Shiksha Deenanath Chauhan
- Pankaj Tripathi é Surya
- Brijendra Kala é Muneem
- Katrina Kaif é Chikni Chameli
- Madhurjeet Sarghi é Lachhi
- Arish Bhiwandiwala é Vijay Chauhan jovem
- Vraddhi Sharma é um jornalista
- Inaamulhaq é um dos habitantes do povo